# Homosexualidad en el Antiguo Perú
La prueba de comportamientos homosexuales en el antiguo Perú se pueden encontrar en evidencia arqueológica e historiográfica antes, durante y después de la conquista española. La evidencia arqueológica se halla en forma de cerámicas representativas o «huacos», generada por varias civilizaciones antiguas del actual territorio peruano, siendo las más famosas de ellas las culturas moche y chimú, aunque también pueden ser encontradas en la civilización nazca o en otras culturas prehispánicas. La evidencia historiográfica se centra en las crónicas escritas por españoles, mestizos e indígenas, en donde se testimonia que dichas prácticas existían en distintos territorios, en la zona costera e incluso el altiplano.

## Culturas moche y chimú

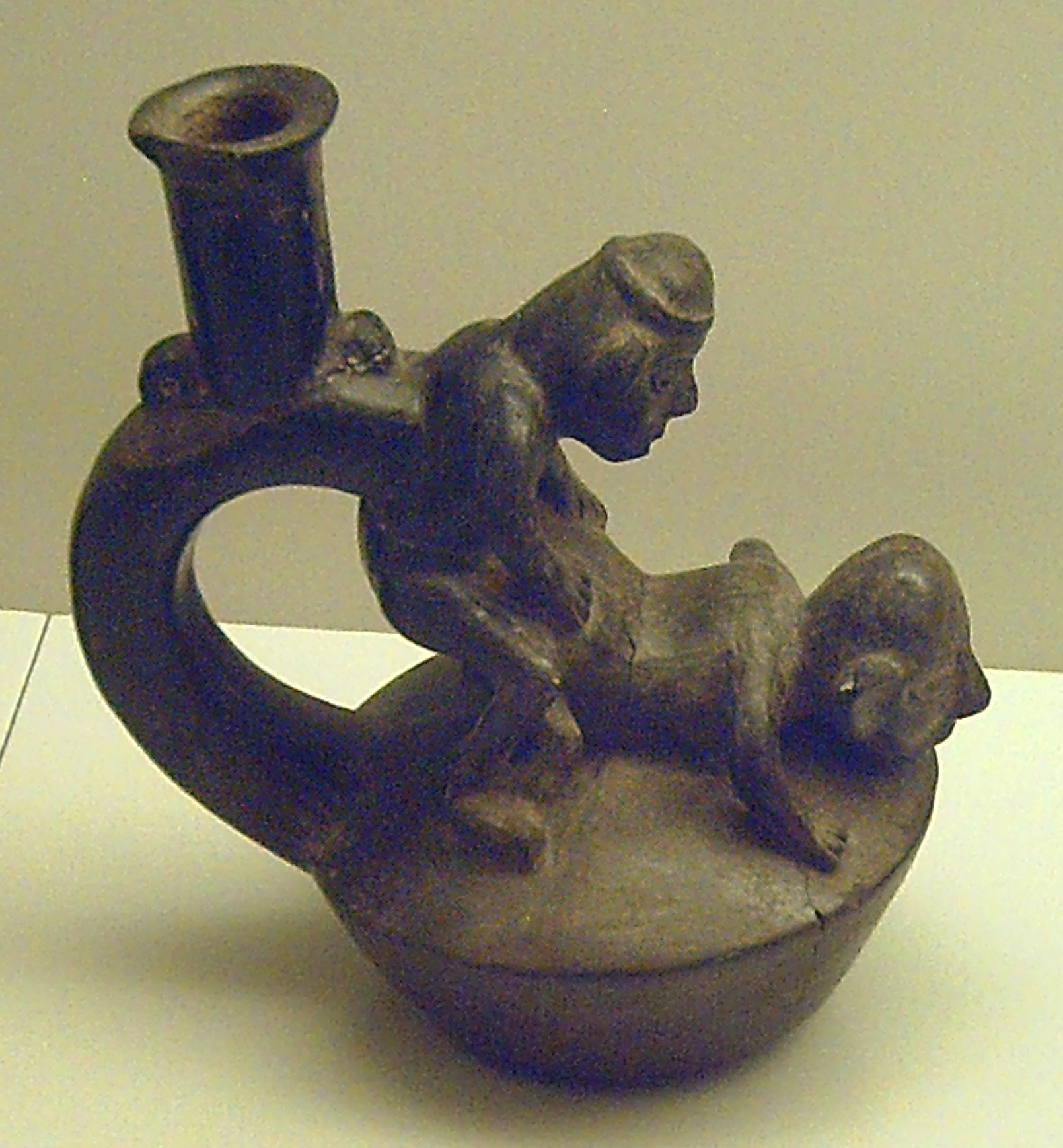
Huaco chimú (1000-1400) representando una escena de coito anal.

Entre los años 300 a. C. y los 700 d. C. floreció en el norte del Perú la cultura mochica, caracterizada por su cerámica escultórica (localmente denominada «huaco») que representaba personas realizando el coito anal heterosexual y el coito anal masculino gay, así como sexo oral entre hombres. Casi lo mismo ocurre para la cultura chimú, que se desarrolló entre los años 1000 y 1470 d. C..
Mucha de la cerámica moche, junto con la mayoría de los iconos indígenas, fue destruida. Es conocido algunos hechos que describen a arqueólogos que optaron por destruir vasijas por considerarlas ‘obscenas’, dado que detallaban prácticas sexuales diversas de manera explícita, lo que explica la ausencia de éstas en diferentes colecciones nacionales. Se desliza la idea que esta acción estaba orientada a ‘salvar’ la identidad nacional, claramente motivada por un sentido heteronormativo.
A pesar de este esfuerzo organizado para destruir estos artefactos, muchos han sobrevivido hasta nuestros días. Durante décadas, las cerámicas eróticas se mantuvieron alejadas del público, a las que solo podía acceder un grupo de élite de científicos sociales peruanos. Ocasionalmente y de mala gana se pusieron a disposición de investigadores extranjeros seleccionados de los Estados Unidos y Europa. El Museo Larco en Lima es bien conocido por su galería de cerámica erótica precolombina.

## Imperio inca
Mucha de la información historiográfica sobre prácticas entre personas del mismo sexo se encuentran registradas en las crónicas de Indias. Por ejemplo, de acuerdo con el cronista Pedro Cieza de León, a diferencia del resto del Imperio incaico, la práctica de la homosexualidad era tolerada en el norte (Chinchaysuyo) e incluso considerada un acto de culto, existiendo un prostíbulo masculino que atendía a las necesidades de la tropa. A estos servidores sexuales se les conocía como pampayruna.

Verdad es que generalmente entre los serranos y yungas ha el demonio introducido este vicio de- bajo de especie de santidad, y es que cada templo o adoratorio principal tiene un hombre o dos o más, según es el ídolo, los cuales andan vestidos como mujeres dende el tiempo que eran niños, y hablaban como tales, y en su manera, traje y todo lo demás remedaban a las mujeres. Con éstos, casi como por vía de santidad y religión, tienen las fiestas y días principales su ayuntamiento carnal y torpe, especialmente los señores y principales.
Pedro Cieza de León

Se puede inducir en el pasaje anterior que existían sujetos con una fluidez de masculino (cuerpo sexuado) a femenino (expresión corpórea). Y este tipo de expresión se daba además bajo un contexto religioso y ceremonial, lo que lleva a considerar la relación de estos oficiantes con la deidad del Chuqui Chinchay, que es mencionada en el contexto del nacimiento de Amaro Ttopa Ynga, hijo de Pachacuti Ynga Yupangui y, a la vez, cercano al deseo de su padre Uiracochampa Yncan Yupangui.

Quiere decir que en su nacimiento que todos los animales mas fieros ocultos fueron echados de la comarca del Cuzco y entonces los curacas y mit- mais de Carabaya trae a Chuquichinchay, animal muy pintado, de todos colores, dizen que era apo de los Otorongos, en cuya guarda da a los er- mafroditas, e indios de dos naturas
SantaCruz Pachacuti Yamqui

Asimismo, los incas tenían una consideración particular con las lesbianas a quienes denominaban holjoshta. El inca Capac Yupanqui tenía una admiración muy especial hacia estas mujeres.
Sin embargo, en el centro y sur del imperio los incas castigaban severamente la homosexualidad. El cronista Martín de Murúa comentó en su Historia general del Perú, que el inca Lloque Yupanqui castigaba «con grandísima severidad los pecados públicos –hurtar, matar– y sodomía, por los cuales acotaba, desorejaba, desnarigaba y ahorcaba, y a los nobles y principales cortaba el cuello o rasgaba la camiseta».
El Inca Garcilaso de la Vega relata en sus Comentarios reales de los incas que la homosexualidad en el Imperio incaico estaba prohibida y que los «sodomitas» eran perseguidos y quemados vivos.

Habían hallado que había algunos sodomitas, no en todos los valles, sino en cual y cual, ni en todos los vecinos en común, sino en algunos particulares que en secreto usaban aquel mal vicio... El inca holgó con la relación de la conquista... Y en particular mandó que con gran diligencia se hiciese pesquisa de los sodomitas y en pública plaza quemasen vivos los que hallasen no solamente culpados sino iniciados, por poco que fuese... asimismo quemasen sus casas y las derribasen por tierra y quemasen los árboles de sus heredades, arrancándolos de raíz... y pregonasen por ley inolvidable que de allí en adelante se guardasen de caer en semejante delito, so pena que por el pecado de uno sería asolado todo su pueblo y quemados todos sus moradores en general.
Comentarios reales de los incas

Por su parte, Cieza de León comentó en su Crónica del Perú que los incas castigaban a quienes practicaran la homosexualidad: «aborrecían a los que lo usaban, teniéndolos en poco como a viles apocados y que si por ellos era sabido de alguno que tal pecado hubiese cometido lo castigaban con tal pena que fuese señalado y conocido entre todos».
En la década de 1570, el virrey Toledo y sus consejeros clericales se organizaron para eliminar la sodomía, la masturbación y una práctica social común, el servinacuy, que, en términos generales, se traduce del quechua, la lengua nativa, como "matrimonio de prueba". Como lo describe el historiador Máximo Terrazos Contreras: "No podías hablar de ellos porque eran considerados pornográficos".

## Contacto con la cultura europea
En el siglo XVI, los pueblos originarios de América tomaron contacto con los europeos que arribaron al Nuevo Mundo. Estos se asombraron de las prácticas sexuales de algunas regiones del Imperio incaico. El virrey Francisco de Toledo y los sacerdotes se horrorizaron al descubrir que la homosexualidad masculina y femenina eran aceptadas en el norte y que la población indígena tampoco prohibía las relaciones sexuales prematrimoniales ni consideraba que la castidad femenina fuera de particular importancia.
El historiador Máximo Terrazos Contreras describe cómo los españoles reconciliaron esta sexualidad nativa con la fe católica:

Toledo ordered natives evangelized and those "caught cohabiting outside church-sanctioned wedlock would receive 100 lashes with a whip 'to persuade these Indians to remove themselves from this custom so detrimental and pernicious'. Toledo also issued several decrees aimed at creating near total segregation of the sexes in public. Violations were punishable by 100 lashes and two years' service in pestilential state hospitals. Under the Inquisition, brought to Peru in 1569, homosexuals could be burned at the stake."
Toledo ordenó que los nativos evangelizados sorprendidos conviviendo fuera del matrimonio sancionado por la iglesia recibieran 100 latigazos de látigo "para persuadir a estos indígenas de que se aparten de esta costumbre tan perjudicial y perniciosa". Toledo también emitió varios decretos destinados a crear una segregación casi total de los sexos en público. Las infracciones se castigaban con 100 latigazos y dos años de servicio en pestilentes hospitales estatales. Bajo la Inquisición, traída a Perú en 1569, los homosexuales podían ser quemados en la hoguera.

Existen testimonios de algunos cronistas de Indias sobre los comportamientos homosexuales entre los incas. Gonzalo Fernández de Oviedo lo comenta en su Historia General y Natural de las Indias, Por su parte, Pedro Cieza de León menciona en varias ocasiones el "pecado nefando de la sodomía" en su obra Crónica del Perú:

Y en estos otros por los tener el demonio más presos en las cadenas de su perdición se tienen ciertamente que en los oráculos y adoratorios donde se daban las respuestas hacía entender que convenía para el servicio suyo que algunos mozos desde su niñez estuviesen en los templos, para que a tiempos y cuando se hiciesen los sacrificios y fiestas solemnes, los señores y otros principales usasen con ellos el maldito pecado de la sodomía.
Crónica del Perú (1540-1550) - Pedro Cieza de León